# Pośrednie Jatki
Pośrednie Jatki (niem. Mittlere Fleischbank, słow. Stredné Jatky, węg. Középső-Mészárszék, 1980 m) – trawiasty grzbiet w Tatrach Bielskich na Słowacji, w ich głównej grani pomiędzy Zadnimi Jatkami i Skrajnymi Jatkami (Przednimi Jatkami), razem z którymi tworzy trzykilometrową grań Bielskich Jatek.
Kulminacja Pośrednich Jatek znajduje się przy ich wschodnim końcu. Szczyt jest oddzielony dwoma niewyraźnymi przełączkami od sąsiednich wzniesień. Od Zadnich Jatek oddzielony jest Przełączką nad Wielkim Koszarem (1950 m), a od Skrajnych Jatek Przełączką nad Małym Koszarem (1964 m), które swą nazwy wzięły od górnych partii Doliny pod Koszary – Wielkiego Koszaru i Małego Koszaru, kotłów lodowcowych znajdujących się u północnych podnóży Pośrednich Jatek. Od Pośrednich Jatek na północ odbiegają dwa ramiona:
- Zadni Diabli Grzbiet oddzielający najwyższą część Doliny Kępy od Wielkiego Koszaru,
- Pośredni Diabli Grzbiet oddzielający Wielki Koszar od Małego Koszaru[3].

Na południowy zachód do Doliny Przednich Koperszadów ze zboczy Pośrednich Jatek opadają dwa równoległe żleby o wspólnej nazwie Żlebu spod Jatek.
Grzbiet Pośrednich Jatek ma długość około 400 m i na całej tej długości na południową stronę opadają z niego ścianki o wysokości dochodzącej do 30 m. Na północną stronę opada pasem ścian o wysokości dochodzącej do 100 m. Pomiędzy tymi ścianami a Pośrednim Diablim Grzbietem ciągnie się skośnie płytowo-trawiasty zachód. Po południowej stronie grani Pośrednich Jatek, około 20 m na zachód od najwyższego ich punktu znajduje się tunel o nazwie Przeziorowa Dziura (Vetrová jaskyňa).
Pośrednie Jatki, podobnie jak cały grzbiet Jatek, położone są na terenie ścisłego rezerwatu. Prowadzący granią szlak Magistrali Tatrzańskiej został zamknięty w 1978 r. Najlepiej widoczny grzbiet jest z zielonego szlaku przebiegającego u jego stóp i prowadzącego z Tatrzańskiej Kotliny przez Schronisko pod Szarotką do Doliny Białych Stawów.

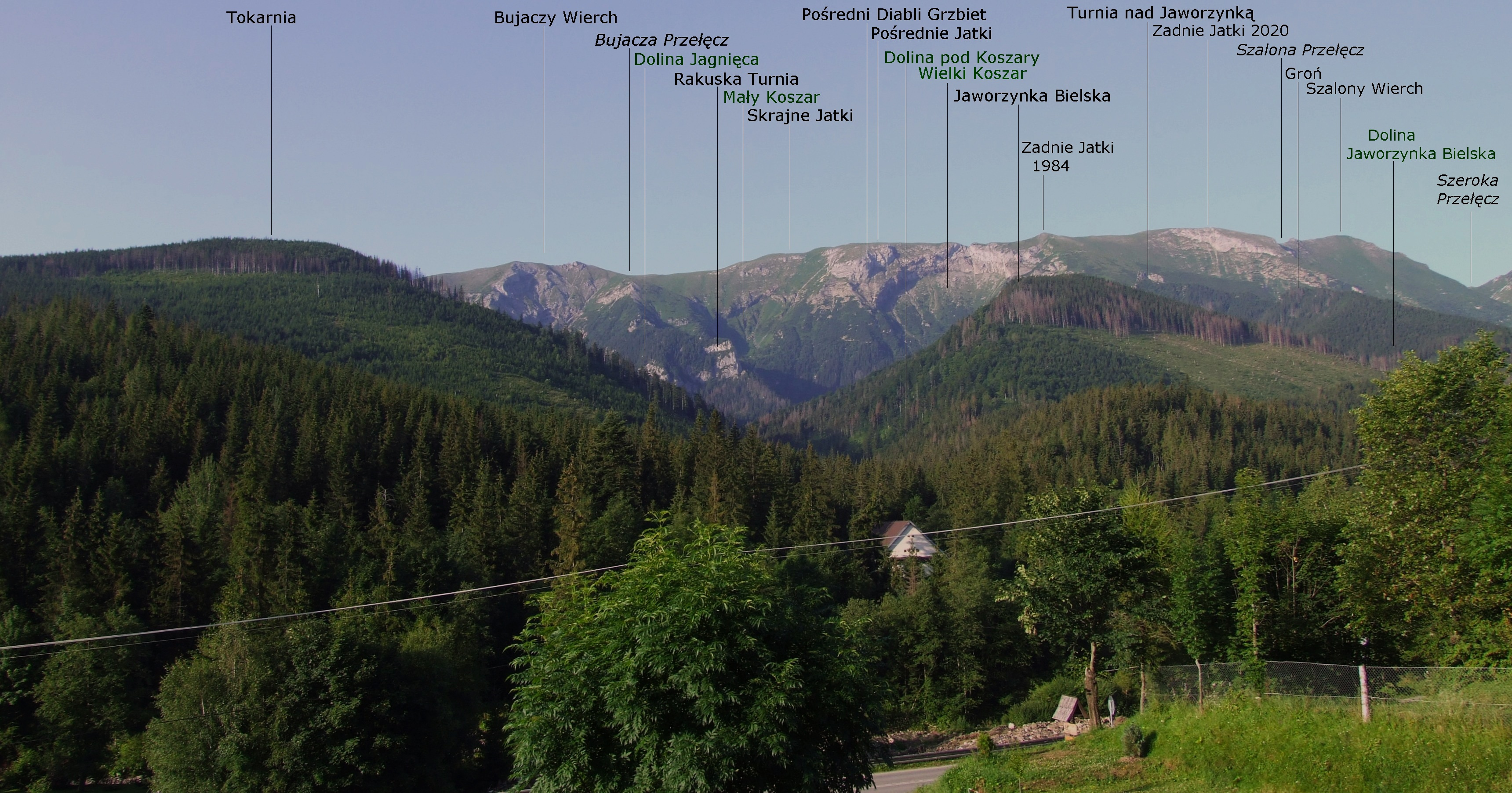
Pośrednie Jatki od północnej strony
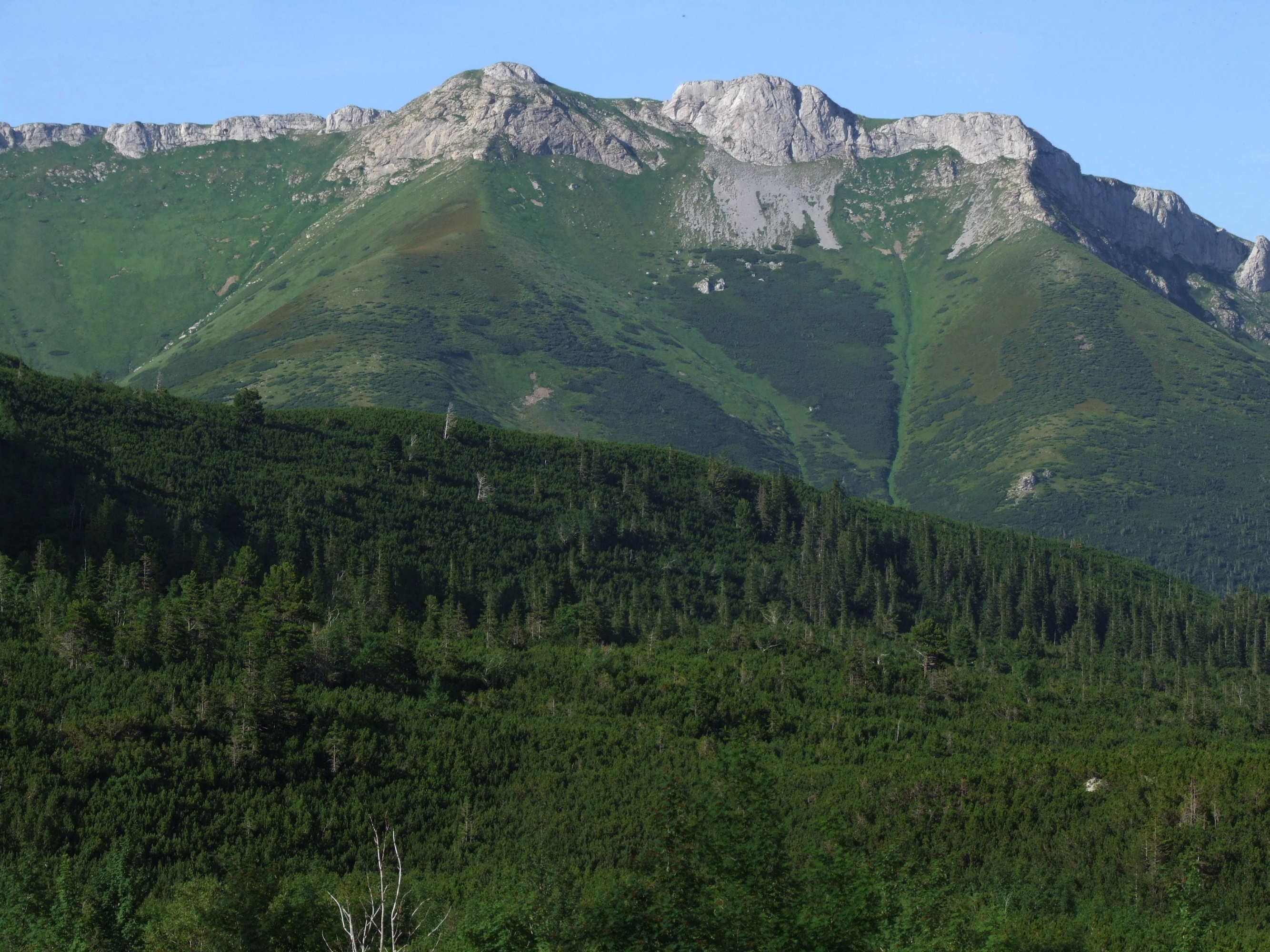
Pośrednie i Skrajne Jatki
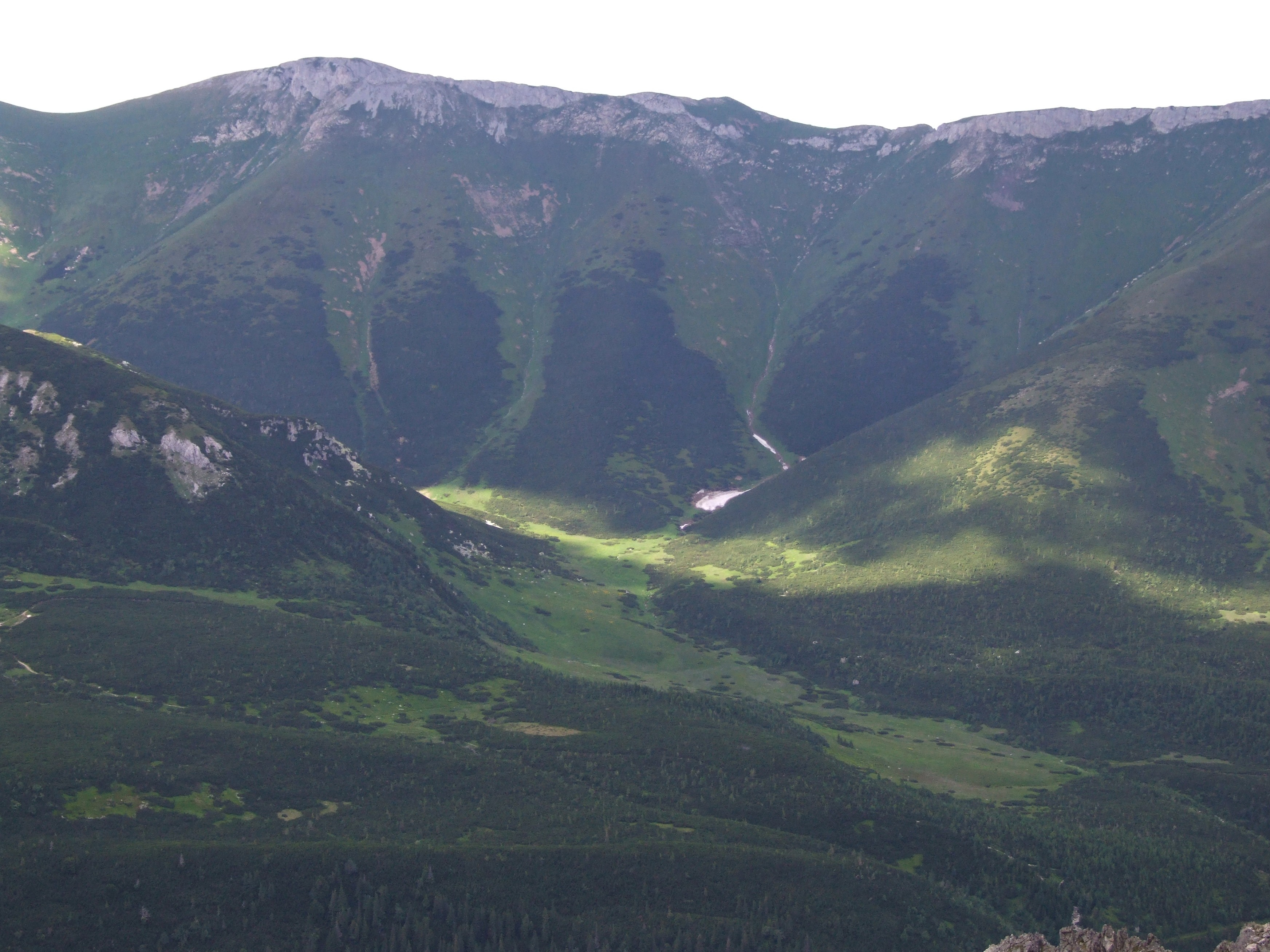
Zadnie i Pośrednie Jatki
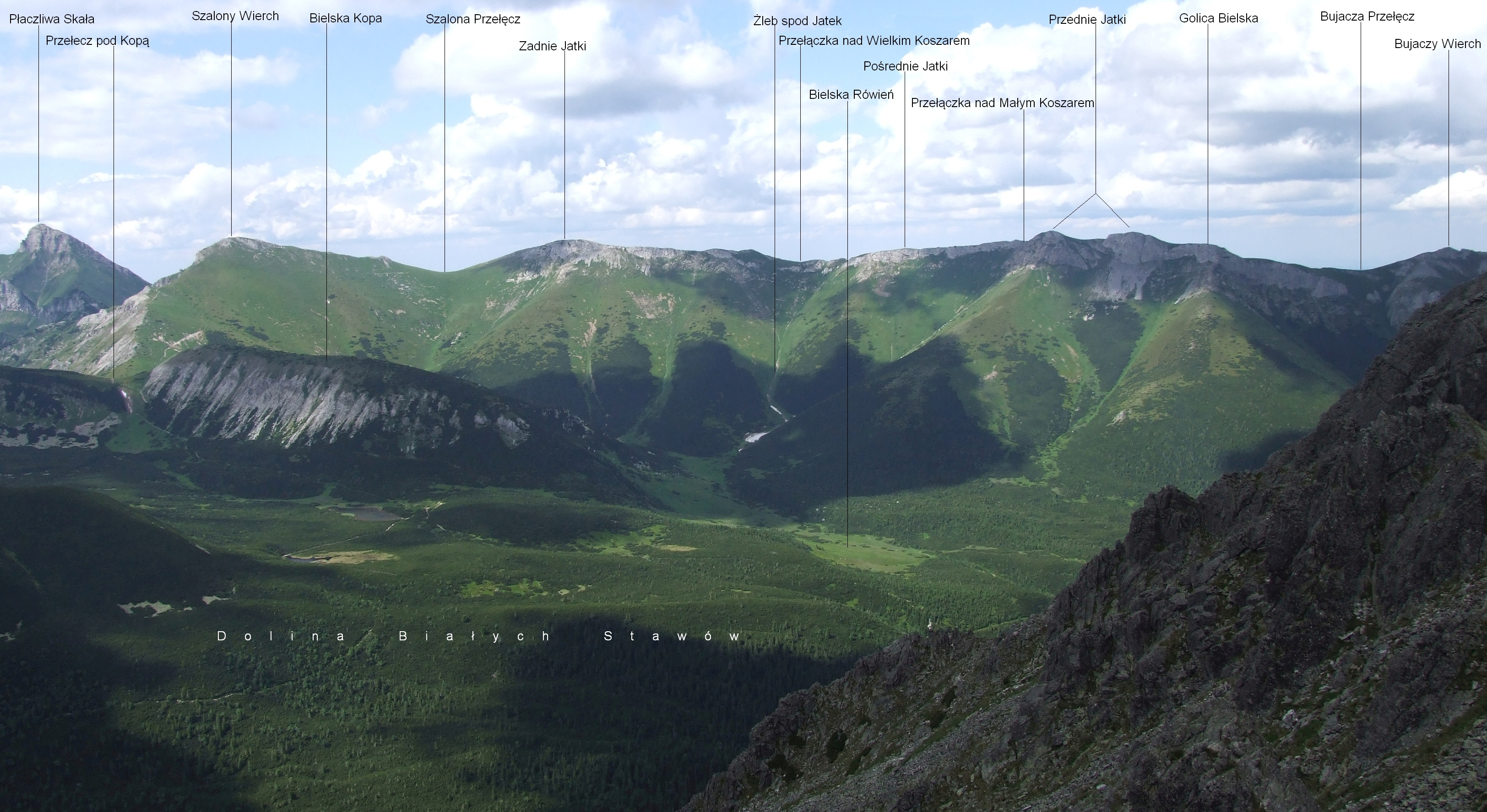
Położenie Pośrednich Jatek